# Шон Патрік Фланері
Шон Патрік Фланері (англ. Sean Patrick Flanery, 11 жовтня 1965, Лейк Чарльз, Луїзіана) — американський актор ірландського походження. Найбільш відомий за ролями в фільмах, «Пудра», «Святі з нетрів», «Королі самогубства», а також за головною роллю в пригодницькому серіалі «Хроніки молодого Індіани Джонса». Займається бойовими мистецтвами, має коричневий пояс з джіу-джитсу і чорний з карате.

## Біографія
Шон Патрік Фланері народився 11 жовтня 1965 року в Лейк Чарльзі (штат Луїзіана), а виріс в Техасі. Навчався в університеті святого Томи в Г'юстоні, де слідом за подружкою почав відвідувати заняття драматичного мистецтва.
Він перебрався в Лос-Анджелес, де працював офіціантом і шукав собі агента. Через кілька місяців Фланері почав зніматися в рекламних роликах, а потім і в різних телешоу.
У 1987 році він дебютував у кіно, зігравши у фільмі "Казка про тигра". Популярність же акторові принесла роль Індіани Джонса в телесеріалі "Хроніки молодого Індіани Джонса" (1992-1996). У кіно Шон Патрік Фланері повернувся в 1995 році, з'явившись у фільмах "Голос трави", "Люті ангели" і "Пудра".
Серед інших помітних картин за участю актора можна назвати «Святі з нетрів», «Королі самогубства» і «Десятидюймовий герой» та  «Святі з нетрів 2: День всіх святих».
У Шона є дочка, Лола, від першого шлюбу і син від другого шлюбу з фотомоделлю Лорен Мішель Гілл.

## Фільмографія

### Кінофільми
| Рік  |   | Українська назва                   | Оригінальна назва                      | Роль                                       |
| ---- | - | ---------------------------------- | -------------------------------------- | ------------------------------------------ |
| 1987 | ф |                                    | A Tiger's Tale                         | Бадді                                      |
| 1994 | ф |                                    | Frank & Jesse                          | Зак Мерфі                                  |
| 1995 | ф | Лугова арфа                        | The Grass Harp                         | Райлі Хендерсон                            |
| 1995 | ф | Розгнівані ангели                  | Raging Angels                          | Кріс                                       |
| 1995 | ф | Пудра                              | Powder                                 | Джеремі «Пудра» Рід                        |
| 1997 | ф | Королі самогубства                 | Suicide Kings                          | Макс Мінот                                 |
| 1997 | ф | Найкращі люди                      | Best Men                               | Біллі                                      |
| 1998 | ф | Фанатка                            | Girl                                   | Тодд Спарроу                               |
| 1999 | ф | Смачна штучка                      | Simply Irresistible                    | Том Бартлетт                               |
| 1999 | ф | Святі з нетрів                     | The Boondock Saints                    | Коннор МакМанус                            |
| 1999 | ф | Оголені тіла                       | Body Shots                             | Рік Гамільтон                              |
| 2002 | ф | Поцілуй наречену                   | Kiss the Bride                         | Том Терранова                              |
| 2002 | в | Шахрайський експрес                | Con Express                            | Алекс Брукс                                |
| 2002 | ф | Детоксикація                       | D-Tox                                  | Коннер                                     |
| 2002 | ф |                                    | Borderline                             | Ед Бейкман                                 |
| 2005 | ф | Мисливець на демонів               | Demon Hunter                           | Джейк Грейман                              |
| 2006 | в | Ненаситна                          | The Insatiable                         | Гаррі Бальбо                               |
| 2006 | ф | Верітас: Принц правди              | Veritas, Prince of Truth               | Верітас                                    |
| 2009 | ф | Смертаельний удар                  | Deadly Impact                          | Том Армстронг                              |
| 2009 | ф | Святі з нетрів 2: День всіх святих | The Boondock Saints II: All Saints Day | Коннор МакМанус                            |
| 2010 | ф | Пила 3D                            | Saw 3D                                 | Боббі Даґен                                |
| 2012 | ф | Диявольський карнавал              | The Devil's Carnival                   | Джон                                       |
| 2013 | ф | Фантом                             | Phantom                                | лейтенант Тиртов                           |
| 2015 | ф | Невдахи                            | Underdog Kids                          | Тед Барретт                                |
| 2017 | ф | Зло всередині                      | The Evil Within                        | Джон                                       |
| 2019 | ф | Повний нокдаун                     | American Fighter                       | Дюк                                        |
| 2019 | ф | Прискорення                        | Acceleration                           | Кейн                                       |
| 2021 | ф | Народжений чемпіоном               | Born a Champion                        | Міккі Келлі (також сценарист і продюсер)   |
| 2022 | ф |                                    | Frank and Penelope                     | Менеджер клубу (також режисер і сценарист) |
| 2023 | ф |                                    | The Weapon                             | Антано                                     |
| 2023 | ф | Нефаріус                           | Nefarious                              | Едвард Вейн Брейді / Нефаріус              |

### Телебачення
| Рік       |    | Українська назва                   | Оригінальна назва                  | Роль                                             |
| --------- | -- | ---------------------------------- | ---------------------------------- | ------------------------------------------------ |
| 1992—1996 | с  | Хроніки молодого Індіани Джонса    | The Young Indiana Jones Chronicles | Індіана Джонс (22 епізоди + 4 телефільми)        |
| 1994      | тф | Ґвіневера                          | Guinevere                          | Король Артур                                     |
| 1999—2000 | с  |                                    | The Strip                          | Елвіс Форд (10 епізодів)                         |
| 2000      | с  | За межею можливого                 | The Outer Limits                   | Ерік (Епізод: "Stasis")                          |
| 2001      | с  | Дотик ангела                       | Touched by an Angel                | Деніел Лі Корбіт (Епізод: "Famous Last Words")   |
| 2001      | с  | Зоряна брама: SG-1                 | Stargate SG-1                      | Орлін (Епізод: "Ascension")                      |
| 2002      | с  | Усі жінки — відьми                 | Charmed                            | доктор Пол Торсон (Епізод: "Happily Ever After") |
| 2002—2007 | с  | Мертва зона                        | The Dead Zone                      | Грег Стіллсон (19 епізодів)                      |
| 2003      | с  | Сутінкова зона                     | The Twilight Zone                  | доктор Пол Торсон (Епізод: "Cold Fusion")        |
| 2005      | тф |                                    | Into the Fire                      | Волтер Харвіг-молодший                           |
| 2006      | тф |                                    | Savage Planet                      | Рендалл Кейн                                     |
| 2006      | с  | CSI: Місце злочину                 | CSI: Crime Scene Investigation     | Великий Гомбре (Епізод: "Double Cross")          |
| 2006      | с  | Майстри жахів                      | Masters of Horror                  | шериф Кевін Реддл (Епізод: "The Damned Thing")   |
| 2007      | тф |                                    | KAW                                | Вейн                                             |
| 2007      | с  | 4исла                              | Numb3rs                            | Джефф Апчерч (Епізод: "The Damned Thing")        |
| 2009      | с  | Криміналісти: мислити як злочинець | Criminal Minds                     | Даррін Колл (Епізод: "Haunted")                  |
| 2011      | с  | Молоді та зухвалі                  | The Young and the Restless         | Сем Гібсон (42 епізоди)                          |
| 2012      | тф | На озері                           | Lake Effects                       | Марк Фаттерман                                   |
| 2013      | с  | Декстер                            | Dexter                             | Джейкоб Елвей (12 епізодів)                      |
| 2018      | с  |                                    | The Bay                            | Тай Гарретт (3 епізоди)                          |
| 2022      | с  | Хлопаки                            | The Boys                           | Порох (Епізод: "The Only Man In The Sky")        |